# Edward Bowell
Edward L.G. Bowell (Londres, 1943), es un astrónomo estadounidense, principal investigador del Lowell Observatory Near-Earth-Object Search (LONEOS). Ha descubierto una gran cantidad de asteroides, algunos dentro del proyecto LONEOS y otros antes de que comenzase el mismo. Entre ellos se encuentran los asteroides troyanos (2357) Phereclos, (2759) Idomeneo, (2797) Teucro, (2920) Automedonte, (3564) Taltibio, (4057) Demophon y (4489) 1988 AK.
También fue codescubridor del cometa periódico 140P/Bowell-Skiff y del no periódico C/1980 E1.

## Otros
- (9000) Hal